# Teodor Abucara
Teodor Abucara (en llatí Theodorus, en grec Θεόδωρος Ἀβουκαρᾶ, en àrab تواضروس أبو قرة Tawaďros Abū-Qurrah), fou un escriptor eclesiàstic romà d'Orient i bisbe melquita d'Haran. No s'ha de confondre, com alguns han fet, amb Teodor de Cària, bisbe de Cària a Tràcia, que era contemporani de Foci, ni amb Teodor I d'Antioquia, patriarca d'Antioquia. Fou el primer cristià que va fer escrits d'una certa rellevància en llengua àrab. Va néixer a la ciutat d'Edessa aproximadament el 750 i va morir vers l'any 820. Es creu que era contemporani del patriarca Tomàs I de Jerusalem.
El seu nom, Abucara (Abu-Qurra (أبي قرة), és un derivat de l'àrab, format per dues paraules: abu, «pare», i en sentit figurat «causa», i qurrat, «alegria». Abu-Qurra significaria «causa d'alegria». Als segles xviii i xix, es considerava que volia dir «pare de Cara», en el sentit de bisbe de Cària.
S'han publicat quaranta-tres obres seves, i totes tracten de polèmiques sobre la divinitat, principalment dirigides contra els musulmans, jacobites, i nestorians. Algunes obres tenen forma de diàlegs molt curts, i sembla que podrien ser transcripcions de discussions reals tingudes per Teodor, i transcrites per algun deixeble seu. Contra el judaisme, defensava l'excel·lència del cristianisme recolzant-se en l'Antic Testament; davant de l'islam, va fer el mateix, i donava referències de l'Alcorà o dels hadits; contra els iconoclastes, va promoure la veneració de les icones, contra els nestorians i els monofisistes, divulgava la teologia del Concili de Calcedònia.
En els seus escrits es considera deixeble de Joan Damascè (†749) però encara que va estudiar a Sant Saba de jove, les dates amb el sant no permeten considerar-lo deixeble directe.
La Patrologia Graeca de Migne (vol. XCVII, col. 1461-1609) presenta amb el nom de Θεοδωρος Αβουκαρα quaranta-tres tractats amb traducció llatina.
Constantin Bacha va editar modernament a Beirut les seves obres en àrab.